# Conesus Hamlet
Conesus Hamlet – jednostka osadnicza w Stanach Zjednoczonych, w stanie Nowy Jork, w hrabstwie Livingston.